# Пенсільванія (провінція)
Провінція Пенсільванія (англ. Province of Pennsylvania) також відома як Пенсільванська колонія, була британською північноамериканською колонією, заснованою Вільямом Пенном після отримання земельного гранту від Англійського короля Карла II у 1681 році. Назва Пенсільванія («Ліси Пенна») відноситься до батька Вільяма, адмірала Сера Вільяма Пенна.
Провінція Пенсільванія була однією з двох великих колоній Реставрації. Статут власної колонії залишався в руках родини Пеннів, доки вони не були вигнані в ході Американської революції, коли було створено Співдружність Пенсільванії, яка стала одним із перших тринадцяти штатів. «Нижні округи Делаверу», окрема колонія в межах провінції, відокремилася під час Американської революції як «штат Делавер» і також була одним із початкових тринадцяти штатів.
Колонія приваблювала квакерів, німців та шотландсько-ірландських прикордонників. Ленапе сприяли миру з квакерами. Однак війни зрештою спалахнули після того, як Вільяма Пенна та Таманенда більше не було в живих. Вірування ленапейців були демонізовані квакерами, незважаючи на те, що останні спочатку шукали релігійної свободи. Філадельфія стала великим портом і торговим містом.

## Уряд
Колоніальний уряд, заснований у 1683 році згідно з Правильною структурою Пенна, складався з призначеного губернатора, власника (Вільяма Пенна), Ради провінції з 72 членів і більшої Генеральної асамблеї. Генеральна асамблея, також відома як Асамблея провінції Пенсільванії, була найбільшою та найбільш представницькою гілкою влади, але мала невеликі повноваження.
У 1683, 1696 та 1701 роках були прийняті наступні рамки правління. Четверта рамка була також відома як Хартія привілеїв і залишалася в силі до Американської революції. У той час революціонери вважали Збори провінції надто поміркованими, які проігнорували Збори та провели з’їзд, на якому було прийнято Конституцію 1776 року для новоствореної Співдружності, утворивши в процесі нову Генеральну асамблею.

## Округи
Незважаючи на те, що Пенн отримав землю від короля, він спробував придбати землю у корінних американців. Делавери (Ленні Ленапе) володіли більшою частиною землі поблизу сучасної Філадельфії. Вони очікували виплати в обмін на відмову від звільнення території. Пенн і його представники (власники) уклали низку договорів з племенами Делавер та іншими племенами, які мали інтерес до землі, наданої йому королівським грантом.
Початкові договори були укладені між 1682 і 1684 роками щодо ділянок між Нью-Джерсі та колишніми шведськими/голландськими колоніями в сучасному Делавері. Таким чином, провінція була спочатку розділена на три округи, а також три «нижні округи на затоці Делавер». Крайній східний, округ Бакс, округ Філадельфія та округ Честер, захід крайній.

### Нижні округи
«Нижні округи в Делавері», окрема колонія в межах провінції, становили ті самі три округи, які складають нинішній штат Делавер: Нью-Касл, найпівнічніший, Сассекс, найпівденніший, і Кент, який знаходився між Нью-Каслом і Сассексським округом. . Їхні кордони залишаються незмінними донині.

### Нові землі і нові округи
Лише через кілька десятиліть наступного століття було укладено додаткові договори з корінними жителями Америки. Власники колонії уклали угоди в 1718, 1732, 1737, 1749, 1754 і 1754 роках, розсуваючи межі колонії (все ще в межах оригінального королівського гранту) на північ і захід. До початку франко-індіанської війни в 1754 році Асамблея заснувала додаткові графства Ланкастер (1729), Йорк (1749), Камберленд (1750), Беркс (1752) і Нортгемптон (1752).
Після завершення війни в 1768 році було укладено додатковий договір, який дотримувався обмежень Королівської декларації 1763 року.

## Індійські відносини

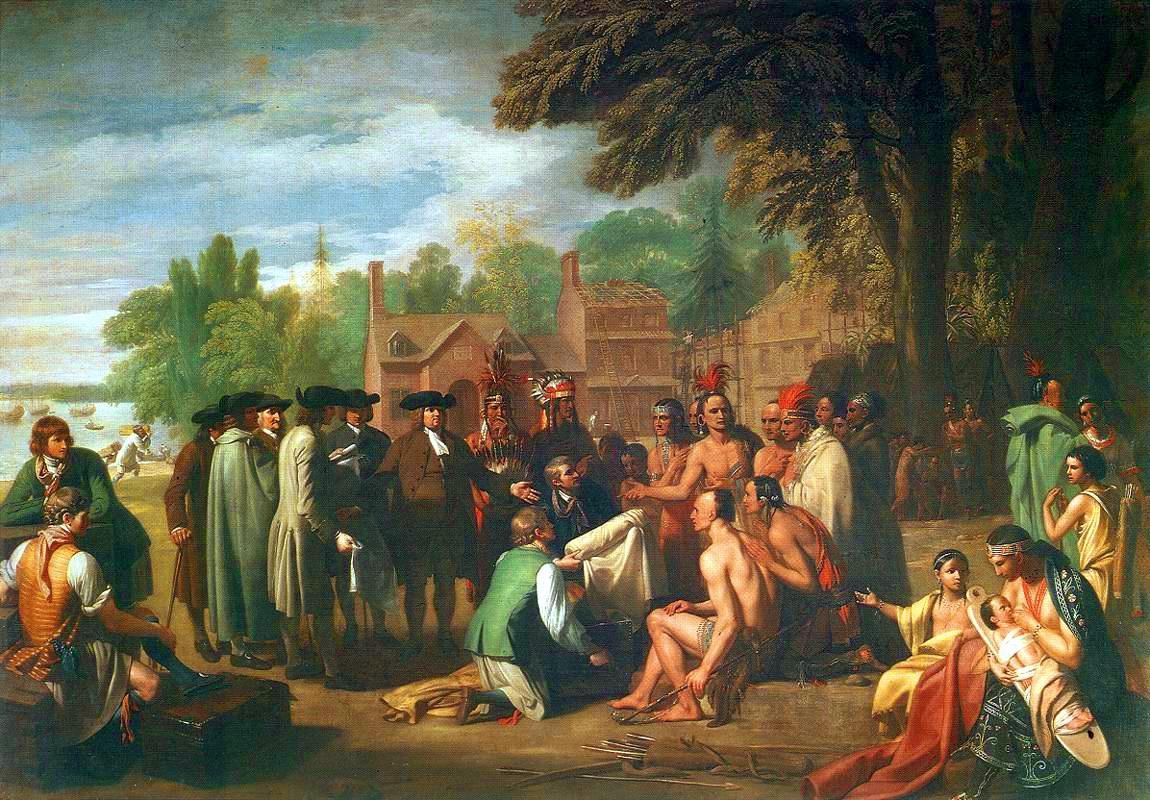
Картина Бенджаміна Веста (1771 р.) із зображенням угоди Вільяма Пенна з Делаверами 1682 р.

Вільям Пенн наказав чесно поводитися з індіанцями. Це призвело до значно кращих відносин з місцевими корінними племенами (головним чином ленапе та саскуеханна), ніж у більшості інших колоній. Раніше квакери з повагою ставилися до індіанців, добровільно купували у них землю і навіть мали представництво індіанців і білих у суді присяжних. За словами Вольтера, Шакамаксонський договір був «єдиним договором між індіанцями та християнами, який ніколи не присягався і який ніколи не порушувався». Квакери також відмовилися надавати будь-яку допомогу індіанським війнам Нової Англії.
У 1737 році колонія обміняла значну частину своєї політичної доброї волі з корінним Ленапе на додаткові землі. Колоніальні адміністратори стверджували, що у них є документ, датований 1680-ми роками, в якому Ленапе-Делавери обіцяли продати частину землі, починаючи від місця злиття річки Делавер і річки Лігай (теперішній Істон, Пенсільванія) «настільки далеко на захід, наскільки людина могла пройти за півтора дня.». Ця покупка стала відомою як «пішохідна». Хоча документ, швидше за все, був підробкою, Ленапе цього не усвідомлювали. Секретар провінції Джеймс Логан запровадив план, який мав захопити стільки землі, скільки вони могли отримати, і найняв трьох найшвидших бігунів у колонії, щоб пробігти покупку на стежці, яку заздалегідь розчищили інші члени колонії. Темп був настільки інтенсивним, що лише один бігун завершив «прогулянку», подолавши дивовижні 70 миль (110 км). Це дало Penns 1 200 000 акрів (4 900 км2) землі на території сучасної північно-східної Пенсільванії, площа приблизно еквівалентна розміру штату Род-Айленд у момент покупки.

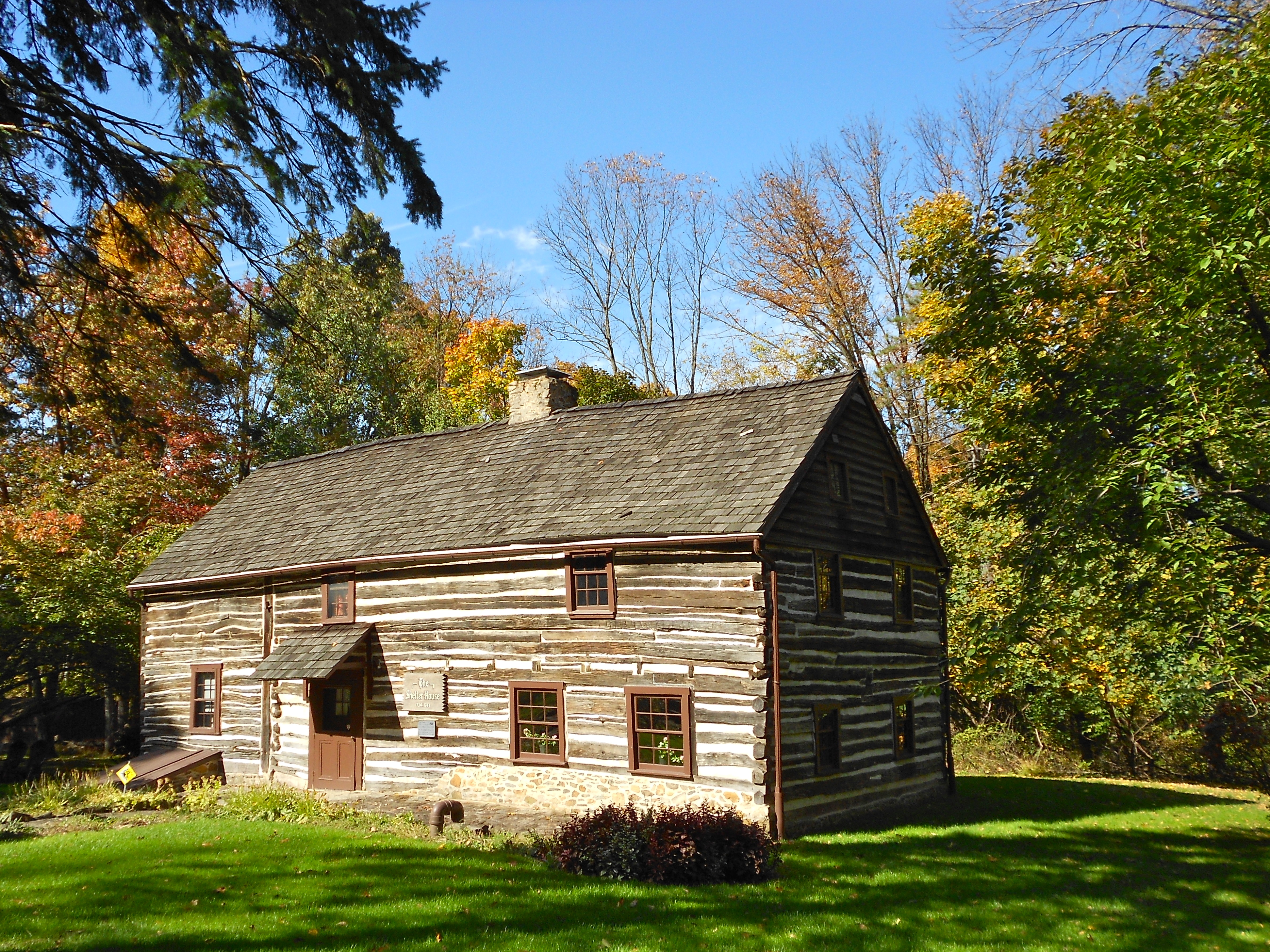
Будинок-притулок в Еммеєсі, штат Пенсільванія, жовтень 2012 року.

Територія придбання охоплює повністю або частково територію нинішніх округів Пайк, Монро, Карбон, Скайлкілл, Нортгемптон, Лігай і Бакс. Плем'я ленапе протягом наступних 19 років боролося за анулювання договору, але безуспішно. Ленапе-делавери були витіснені в долини Шамокін і Вайомінг, які вже були переповнені іншими переміщеними племенами.

## Цікаві факти
В штаті Пенсільванія в місті Еммеєсі до цього часу зберігся історичний будинок. Який був збудований в 1734 і в якому постійно проживали аж до наших днів.